# Georges Hulin de Loo
Georges Hulin de Loo, né à Gand le 10 décembre 1862 et mort à Bruxelles le 27 décembre 1945, est un historien de l'art belge, spécialiste de la peinture flamande.

## Biographie
Georges Charles Nicolas Marie Hulin de Loo nait dans une famille aisée de la bourgeoisie gantoise. Après des études secondaires dans la ville, il entre à l'université de Gand où il obtient un doctorat en philosophie et littérature en 1883 puis un autre en droit en 1886. Entre 1886 et 1889, il voyage en Europe en suivant des cours à l'université de Berlin, à celle de Strasbourg puis à la Sorbonne et au Collège de France à Paris. En 1889, il est nommé professeur extraordinaire à l'université de Gand. Il enseigne la philosophie et l'histoire sociale. Il est nommé professeur titulaire en 1893,.

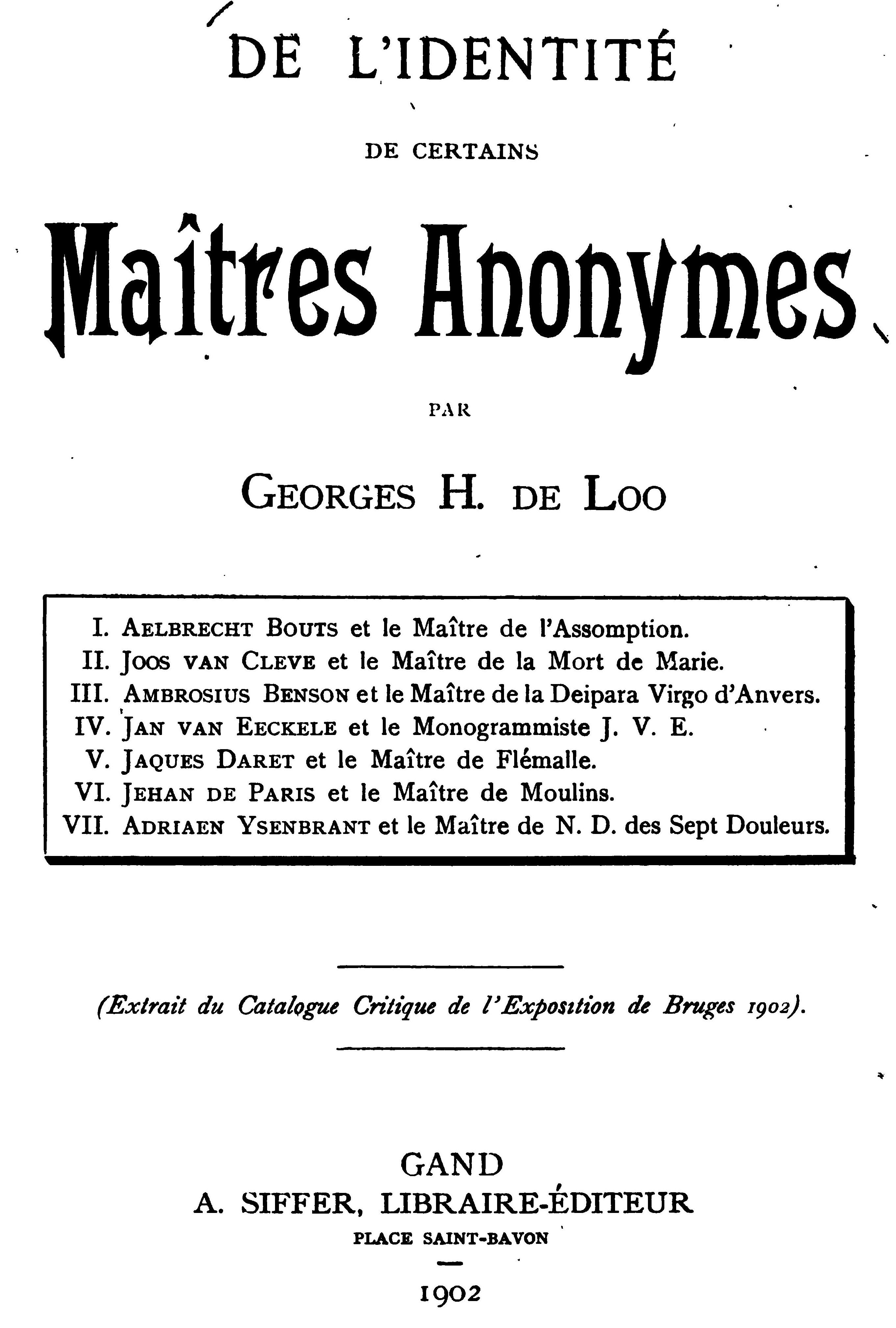
Page de titre de l'ouvrage De l’identité de certains maîtres anonymes, 1902.

En 1902, se déroule à Bruges une exposition sur les Primitifs flamands : s'intéressant au sujet, il publie la même année un catalogue critique en opposition au catalogue officiel, remettant en cause plusieurs hypothèses qui y sont avancées. Il tente d'identifier certains maîtres anonymes et de leur constituer un catalogue des œuvres. Il utilise pour cela les sources d'archives de manière rigoureuse. Il contribue au catalogue des œuvres de Pieter Brueghel l'Ancien en 1907 avec René van Bastelaer. En 1908, il assure un cours d'histoire de l'art flamand à l'université de Gand. Il enseigne à partir de 1920 au sein de l'institut d'histoire de l'art et d'archéologie nouvellement créé au sein de cette université.
En 1930, l'université de Gand est transformée en institution néerlandophone et tous les cours doivent y être professés en néerlandais. Hulin de Loo parle le flamand mais refuse cette réforme et persiste à enseigner en français. Il entre en conflit avec les étudiants puis avec les autorités de l'Université. Il abandonne finalement son poste à l'université en 1932. Il continue à enseigner en français à l'École des Hautes Études de Gand ainsi qu'à l'Institut supérieur d’Histoire de l’Art et d’Archéologie aux Musées royaux des beaux-arts de Belgique à Bruxelles. Il meurt brutalement dans un accident en 1945, écrasé par un camion allié.
Il a été par ailleurs maire de la commune de Lotenhulle, où il possédait une résidence secondaire.

## Travaux
- Georges Hulin de Loo, Bruges, 1902. Exposition de tableaux flamands des XIVe, XVe et XVIe siècles : Catalogue critique, Gand, A. Siffer, 1902, 124 p. (OCLC 459728423)
- Georges Hulin de Loo, De l’identité de certains maîtres anonymes, Gand, A. Siffer, 1902, 57 p. (OCLC 959010298)
- Georges Hulin de Loo, Quelques peintres brugeois de la première moitié du XVIe siècle, Gand, Librairie générale, 1902 (OCLC 186894488)
- Georges Hulin de Loo, L'exposition des "primitifs français" au point de vue de l'influence des frères Van Eyck sur la peinture française et provençale (Communication faite à la Société d'Histoire et d'Archéologie de Gand ; Séance du 11 mai 1904), Bruxelles ; Paris, G. van Oest ; H. Floury, 1904, 52 p. (OCLC 959012873)
- Georges Hulin de Loo et René van Bastelaer, Peter Bruegel l'Ancien, son œuvre et son temps : étude historique, suivie des catalogues raisonnés de son œuvre dessiné et gravé, Bruxelles, Van Oest, 1907 (OCLC 67478652)
- Georges Hulin de Loo, Heures de Milan : troisième partie des très belles Heures de Notre-Dame, enluminées par les peintres de Jean de France, Duc de Berry et par ceux du Duc Guillaume de Bavière, comte du Hainaut et de Hollande : 28 feuillets historiés reproduits d'après les originaux de la biblioteca Trivulziana à Milan avec une introduction historique, Bruxelles, G. Van Oest, 1911, 85 p. (OCLC 603384926)
- Georges Hulin de Loo, « Des compensations à réclamer pour les dommages artistiques », Bulletins de l'Académie royale de Belgique. Classe des beaux-arts, Bruxelles, Impr. de Hayez, vol. 1,‎ 1919, p. 75-87 (OCLC 490977489, lire en ligne)
- Georges Hulin de Loo, « De quelques causes de laideur dans la ville moderne », Bulletins de l'Académie royale de Belgique. Classe des beaux-arts, Bruxelles, Impr. de Hayez, vol. 3,‎ 1921, p. 83-100 (OCLC 9842398779, lire en ligne)
- Georges Hulin de Loo (introduction) et Édouard Michel (notices), Les peintures primitives des XIVe-XVe & XVIe siècles de la Collection Renders à Bruges (exposition Burlington House, Londres, janv.-févr. 1927), Londres ; Bruges, B.T. Badsford ; Charles Beyaert, 1927, 138 p. (OCLC 959079622, lire en ligne)
- Georges Hulin de Loo, Mélanges Hulin de Loo, Bruxelles, Librairie nationale d'art et d'histoire, 1931, 355 p. (OCLC 883677321)
- Georges Hulin de Loo, « La Vignette chez les enlumineurs gantois entre 1470 et 1500 », Bulletins de l'Académie royale de Belgique. Classe des beaux-arts, Bruxelles, Impr. de Hayez, vol. 21,‎ 1939, p. 158-180 (OCLC 9842394724, lire en ligne)
- Georges Hulin de Loo, Pedro Berruguete et les portraits d'Urbin, Bruxelles, Éditions de la Librairie Encyclopédique, 1942, 68 p. (OCLC 162833688)